# Convoi HXF 11
Le convoi HXF 11 est un convoi rapide passant dans l'Atlantique nord, pendant la Seconde Guerre mondiale. Il part de Halifax au Canada le 2 décembre 1939 pour différents ports du Royaume-Uni et de la France. Il arrive le 15 décembre 1939.

## Composition du convoi
Ce convoi est constitué de 14 navires :
- Royaume-Uni : Manchester Progress, Sulairia, Oropesa, Rothermere, Strategist, Torr Head, Newfoundland, Chancellor, Pacific Grove, Inkosi, Athelchief, Darina, Beaverdale (prévu initialement sur le convoi HXF 10)
- France : le paquebot De Grasse

## L'escorte
Ce convoi est escorté par :
- Des destroyers Canadiens NCSM Skeena et NCSM St. Laurent du 02/12 au 03/12
- du Croiseur auxiliaire britannique : RMS Ascania du 02/12 au 12/12 (retour Halifax le 19/12)
- des sous-marins britanniques : HMS Narwhal et HMS Seal
- des destroyers britanniques : HMS Mackay (fi), HMS Wren (en) et HMS Witch (en) - du 012/12 au 15/12

## Le voyage
Parti le 2 décembre, le convoi navigue à une vitesse de 5.2 nœuds pour arriver le 15 décembre à Liverpool
Le convoi comptait 14 navires, dont 10 étaient présents à l'arrivée au rendez-vous de l'escorte locale anglaise.
Le Manchester Progress était hors convoi depuis la nuit du 4 décembre dans le brouillard, et était généralement médiocre en matière de maintien de poste.
Le Torr Head était hors du convoi dans la nuit du 11 décembre – raison inconnue.
Le Sulairia était hors du convoi à deux reprises pendant le voyage.
Le Chancellor a rapporté qu'il avait été percuté par l'Athelchief à 20h00 le 2 décembre, avec pour résultat que sa salle des machines avait été inondée et avait nécessité de l'aide. Oropesa a reçu l'ordre d'aller à son secours et de rester à proximité jusqu'à ce que le brouillard se dissipe. L'Athelchief n'a initialement signalé aucun dommage grave, mais a annoncé plus tard qu'il devait rentrer au port avec une fuite du coqueron avant. Il est répertorié dans le convoi HX 12.
L'Oropesa a rapporté plus tard ce qui suit :
"Tout l'équipage du Chancellor sauvé - navire presque inondé - dangereux pour la navigation position approximative 44 30N 61 51W. Oropesa en route - encore du brouillard", et quelques heures plus tard : "Code confidentiel et tables de codes du Chancellor non détruites".
Rien n'a été reçu du Chancellor après son premier message de détresse à minuit du 2 décembre.
"The Allied Convoy System" d'Arnold Hague affirme que le Chancellor est entré en collision avec l'Athelchief et l'Oropesa, tandis que "The World's Merchant Fleets 1939" de R. W. Jordan dit qu'il est entrée en collision avec l'Athelchief seul à environ 70 milles d'Halifax - pris en remorque mais coulé, les 42 membres d'équipage ont survécu.